# Ортоптерологія
Ортоптерологія — розділ ентомології, який вивчає представників ряду Прямокрилі (коники, сарана, цвіркуни, земледухи).
Назва розділу походить від наукової назви самого ряду — Orthoptera. Одним з основних підрозділів самої ортоптерології є акридологія (наука про саранових).

## Журнали
- Журнал ортоптерологічних досліджень («J. Orthopt. Res»)
- Праці Всеамериканського акридологічного товариства («Proceedings of the Pan American Acridological Society»)
- Acrida